# 耳をすませば (追悼番組)
『耳をすませば』（みみをすませば）は、日本放送協会（略称：NHK）が制作し、NHK総合テレビの早朝にて毎年12月29日 - 31日まで3日間掛けて放送している追悼番組。

## 概要
NHKがその年に亡くなった著名人の中から6人を選出。故人の生前における長年の活動・活躍を通してそれぞれが訴え続けてきた仕事に対する信念・生き方・次代へのメッセージ等をNHK局内の保存映像資料から編集して特集する。なお、NHKには類似番組として「あの人に会いたい」が存在する。

## 変遷
2007年12月29日 - 31日に『ありがとう忘れない あの人からのメッセージ』と題して放送され、2008年・2009年は『耳をすませば〜あの人からのメッセージ〜』とタイトルの変更を経て放送され、2010年のみ3日間の放送内容をまとめたものを31日の夕方に放送する試みもなされた。2011年以降は『耳をすませば』に統一され、2023年現在まで毎年放送されている。

## 過去に特集された故人 （2020年以降）
2020年12月29日放送
- 渡哲也 - 俳優
- クライヴ・ウィリアム・ニコル[注 1] - 作家

2020年12月30日放送
- 宍戸錠 - 俳優
- 宮城まり子 - 音楽家

2020年12月31日放送
- 野村克也 - 元プロ野球選手、プロ野球監督
- 梓みちよ - 歌手

2021年12月29日放送
- 橋田壽賀子 脚本家
- 篠田桃紅 - 美術家

2021年12月30日放送
- 田中邦衛 - 俳優
- 寺内タケシ - ミュージシャン

2021年12月31日放送
- 半藤一利 - 作家
- 立花隆 - ジャーナリスト

2022年12月29日放送
- 藤子不二雄Ⓐ - 漫画家
- 白川義員 - 写真家

2022年12月30日放送
- 森英恵 - デザイナー
- 笹本恒子 - 写真家

2022年12月31日放送
- 稲盛和夫 - 実業家
- 原田泰治 - 画家

2023年12月29日放送
- 谷村新司 - シンガーソングライター
- 松本零士 - 漫画家

2023年12月30日放送
- 陳建一 - 料理人
- 奈良岡朋子 - 女優

2023年12月31日放送
- 高橋幸宏 - シンガーソングライター、ドラマー
- 坂本龍一 - 作曲家

2024年12月29日放送
- 桂由美 - ファッションデザイナー
- 赤松良子 - 労働官僚、政治家

2024年12月30日放送
- フジコ・ヘミング - ピアニスト
- 星野富弘 - 詩人

2024年12月31日放送
- 西田敏行 - 俳優
- 小澤征爾 - 指揮者